# Edward M. Reeder Jr.
Edward M. Reeder, Jr. (* um 1959) ist ein pensionierter Generalmajor der United States Army. Er war unter anderem Kommandeur der United States Army John F. Kennedy Special Warfare Center and School.
Über das ROTC-Programm der Appalachian State University gelangte er im Jahr 1981 in das Offizierskorps des US-Heeres. Dort wurde er zunächst der Infanterie zugeteilt. In der Armee durchlief er anschließend alle Offiziersränge vom Leutnant bis zum Zwei-Sterne-General.
Im Lauf seiner militärischen Karriere absolvierte Reeder verschiedene Kurse und Schulungen. Dazu gehörten unter anderem der U.S. Army Special Forces Qualification Course und das United States Army War College. Außerdem erhielt er einen akademischen Grad von der Central Michigan University.
In seinen jüngeren Jahren absolvierte er den für Offiziere in den niederen Rangstufen üblichen Dienst in unterschiedlichen Einheiten und Standorten. Dazu gehörten auch Aufgaben als Stabsoffizier in verschiedenen Hauptquartieren. Reeder wechselte bald von der Infanterie zu den Sondereinheiten (Special Forces). Im Lauf seiner Karriere kommandierte er Einheiten auf verschiedenen Ebenen.
Gleich zu Beginn seiner Offizierslaufbahn war er in Deutschland stationiert. Dort war er Zugführer in einer Kompanie des 16. Infanterieregiments, das der 1. Infanteriedivision unterstand. Danach wurde er mit der 7th Special Forces Group nach Mittelamerika versetzt. Dort nahm er als Kompanieführer an der US-Invasion in Panama teil. Zuvor war er als Berater in El Salvador tätig.
In den 1990er Jahren bekleidete Edward Reeder verschiedene Aufgaben als Stabsoffizier. Eingesetzt war er unter anderem im Stab der John F. Kennedy Special Warfare Center and School und des United States Joint Special Operations Commands sowie des United States Southern Commands, wo er in dessen Abteilung J3 für Operationen tätig war. Außerdem war er Stabsoffizier bei der 7th Special Forces Group.
In den Jahren 2002 und 2003 kommandierte er ein Bataillon der Combined Joint Special Operations Task Force-Afghanistan. Diese Einheit war im Rahmen der Operation Enduring Freedom in Afghanistan eingesetzt. Anschließend war er in der Stabsabteilung G3 des Army Special Forces Commands in Fort Bragg tätig. Ebenfalls in Fort Bragg (Fort Liberty) erhielt er dann das Kommando über die 7th Special Forces Group und die Combined Joint Special Operations Task Force-Afghanistan, wobei er erneut nach Afghanistan versetzt wurde. Dort war er in den Jahren 2006 und 2007 für alle Heeresaktivitäten im Bereich der Sondereinheiten (Special Forces) zuständig.
Nach einer zwischenzeitlich anderen Verwendung als Stabsoffizier kehrte er in den Jahren 2009 und 2010 ein weiteres Mal nach Afghanistan zurück und war als Kommandeur des Combined Forces Special Operations Component Commands erneut für alle Aktivitäten der Sondereinheiten zuständig. Sein Aufgabenbereich umfasste auch Staaten und Regionen außerhalb von Afghanistan wie die Arabischen Emirate, Jordanien, Frankreich und Kanada.
Nach dem Ende dieser Berufung erhielt Edward Reeder das Kommando über das Army Special Forces Command in Fort Bragg. Im August 2012 übernahm er als Nachfolger von Bennet S. Sacolick die Leitung der United States Army John F. Kennedy Special Warfare Center and School, an der er zuvor bereits als Stabsoffizier tätig war. Dieses Amt bekleidete er bis zum November 2013 als David G. Fox seine Nachfolge antrat. In den Jahren 2014 und 2015 kommandierte er die der NATO unterstehende Special Operations Joint Task Force mit der ein weiteres Mal in Afghanistan eingesetzt war. Im Jahr 2016 schied er aus dem aktiven Militärdienst aus.
Nach seiner Pensionierung wurde Reeder Präsident und CEO der weltweit agierenden Sicherheitsfirma Five Star Global Security. Die Mitarbeiter dieser Firma sind hauptsächlich frühere Soldaten aus Spezialeinheiten des US-Militärs.

## Orden und Auszeichnungen
Edward Reeder erhielt im Lauf seiner militärischen Laufbahn unter anderem folgende Auszeichnungen:
- Defense Superior Service Medal
- Legion of Merit
- Bronze Star Medal
- Defense Meritorious Service Medal
- Meritorious Service Medal
- Joint Service Commendation Medal
- Army Commendation Medal
- Joint Service Achievement Medal
- Army Achievement Medal